# Shinji Jojo
Shinji Jojo (城定 信次 Jojo Shinji?), född 28 augusti 1977, är en japansk tidigare fotbollsspelare.
I juni 1997 blev han uttagen i Japans trupp till U20-världsmästerskapet 1997.